# 何多苓
何多苓（1948年5月9日—），四川成都人，中国现代画家，中国美术家协会会员，被认为是“伤痕美术”的重要代表人物。20世纪80年代初以油画《春风已经苏醒》轰动一时。他的前妻是诗人翟永明。

## 生平
1948年5月9日出生于四川省成都市，1977年恢复高考后考入四川美术学院油画专业，与罗中立、张晓刚是同学。
1982年完成了代表作《春风已经苏醒》，这幅画作者自称深受美国新写实主义画家安德鲁·魏斯的影响，但却没能受到其导师的认可。不过《美术》杂志编辑力排众议，《春风已经苏醒》作为封面在《美术》1982年第二期发表，引起极大反响。
1985年赴美国马萨诸塞州艺术学院应邀讲学。

## 获奖
曾获第六届全国美展银奖、铜奖，第七届全国美展铜奖，第22届蒙特卡洛国际艺术大奖赛摩纳哥政府奖。